# 丹巴黄毛槭
丹巴黄毛槭（学名：Acer fulvescens subsp. danbaense）是无患子科槭属黄毛槭的亚种。分布在中国大陆的四川等地，生长于海拔2,800米至2,900米的地区，多生在疏林中，目前尚未由人工引种栽培。